# Joe Petrosino (miniserie televisiva 2006)
Joe Petrosino è una miniserie televisiva italiana del 2006 che narra la vita dell'omonimo tenente di polizia.

## Prima visione
| n° | Puntata         | Prima TV Italia   | Telespettatori | Share  |
| -- | --------------- | ----------------- | -------------- | ------ |
| 1  | Prima puntata   | 24 settembre 2006 | 5.937.000      | 27,03% |
| 2  | Seconda puntata | 25 settembre 2006 | 5.757.000      | 22,58% |